# سوءرفتار پلیس
سوء رفتار پلیس (به انگلیسی: Police misconduct) به اقدامات نامناسب مأموران پلیس در ارتباط با وظایف رسمی آنها اطلاق می‌شود. سوء رفتار پلیس گاهی شامل تبعیض است و می‌تواند موجب سقوط عدالت شود.
در تلاش برای کنترل سوء رفتار پلیس، یک روند شتابدار از طرف سازمان‌های غیرنظامی برای کنترل غیرنظامی و ورود مستقیم به تحقیقات و بررسی خارج از پلیس وجود دارد برای اینکه تصمیم گیریهای انضباطی ورودی‌های بیشتری داشته باشند.
با گسترش دستگاه‌های تلفن همراه که قادر به ضبط اتهامات پلیس می‌باشند، قوانین استراق سمع موجود در برخی از حوزه‌های قضایی در حال تحت تعقیب قرار دادن شدید افراد غیرنظامی هستند، در حالی که در شرایط دیگر پلیس شواهد را به‌طور غیرقانونی تصرف یا حذف خواهد نمود.
انواع این سوء رفتارها عبارتند از، اعتراف‌های نادرست، بازداشت‌های نادرست، شواهد جعلی، حبس نادرست، تهدید و ارعاب، خشونت پلیس، فساد پلیس، نژادی،سوء استفاده جنسی، سوء استفاده نظارت و خارج از خدمت می‌باشند.